# 土屋智則
土屋 智則（つちや とものり、1985年2月6日 - ）は、群馬県出身の競艇選手。登録番号4362。身長163cm。血液型B型。97期。群馬支部所属。父はオートレーサーの土屋栄三、姉は同じ競艇選手の土屋千明（登録番号4225）。同期に庄司孝輔、前沢丈史、古川舞らがいる。

## 来歴
- やまと競艇学校時代は、リーグ戦勝率7.11（準優出4、優出7、第1戦・第2戦優勝）の成績を残して、卒業記念競走に優出した（3着）。
- 2005年11月12日、桐生競艇場でデビュー。同日、初勝利（初出走）。
- 2007年9月11日、桐生競艇場での周年記念競走でG1初勝利（5日目からの追配参戦）。
- 2009年1月12日、常滑競艇場での「睦月特別」で初優勝。
- 2017年6月8日、江戸川競艇場でのGI江戸川大賞開設62周年記念で記念初優勝（2コース・まくり）。
- 2018年7月16日、若松競艇場において開催されたSG海の日記念・第23回オーシャンカップで、SG初優出を果たす（優勝戦3着）。
- 2023年3月21日、平和島競艇場で開催されたSG第58回総理大臣杯で、SG初優勝。
- 2024年6月30日、尼崎競艇場で開催されたSGグランドチャンピオン決定戦競走に優勝、SG2勝目。

## 関連記事
- 競艇選手一覧